# Evangelische Kirche Cleeberg

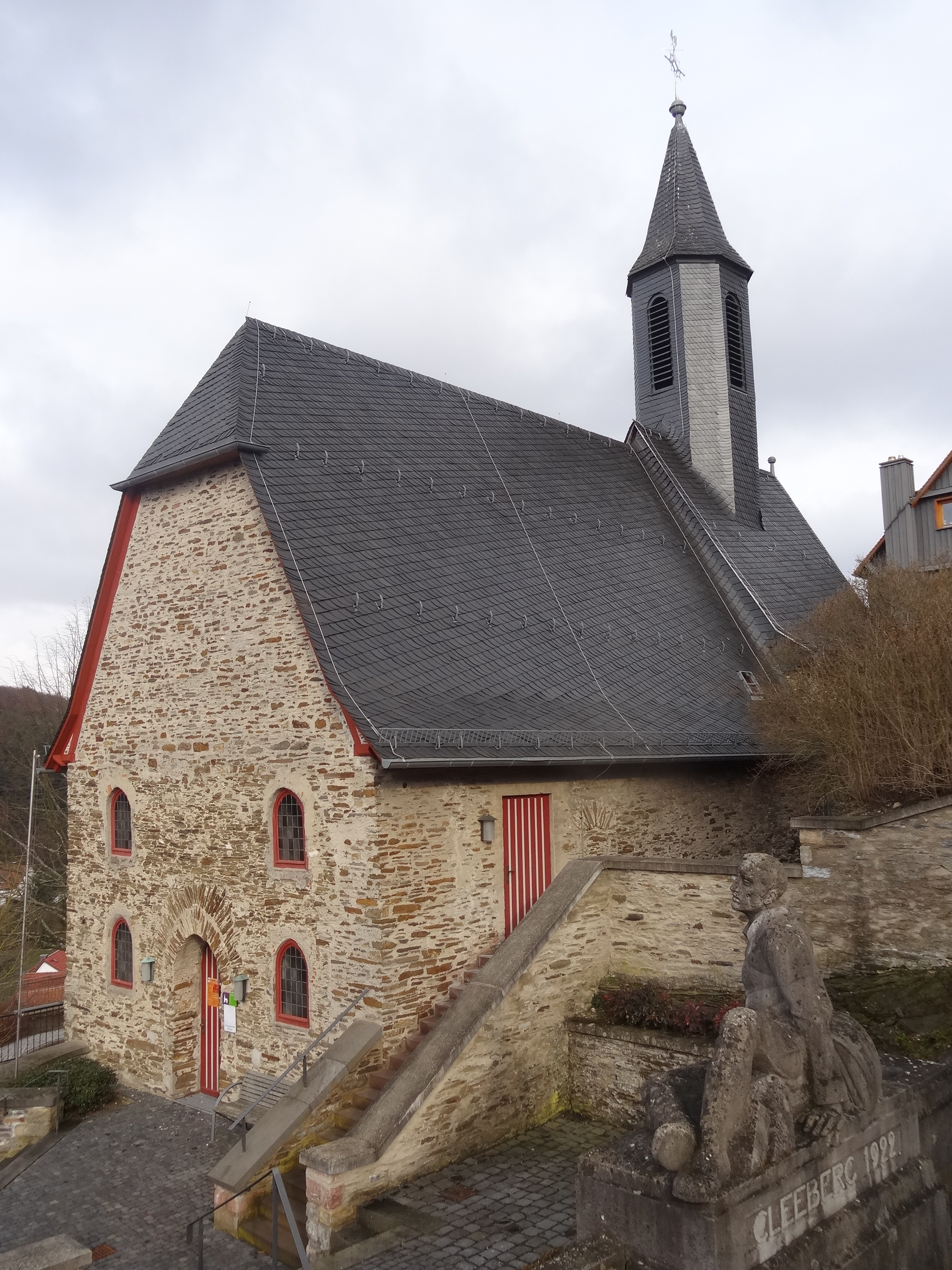
Evangelische Kirche von Westen mit Emporenaufgang

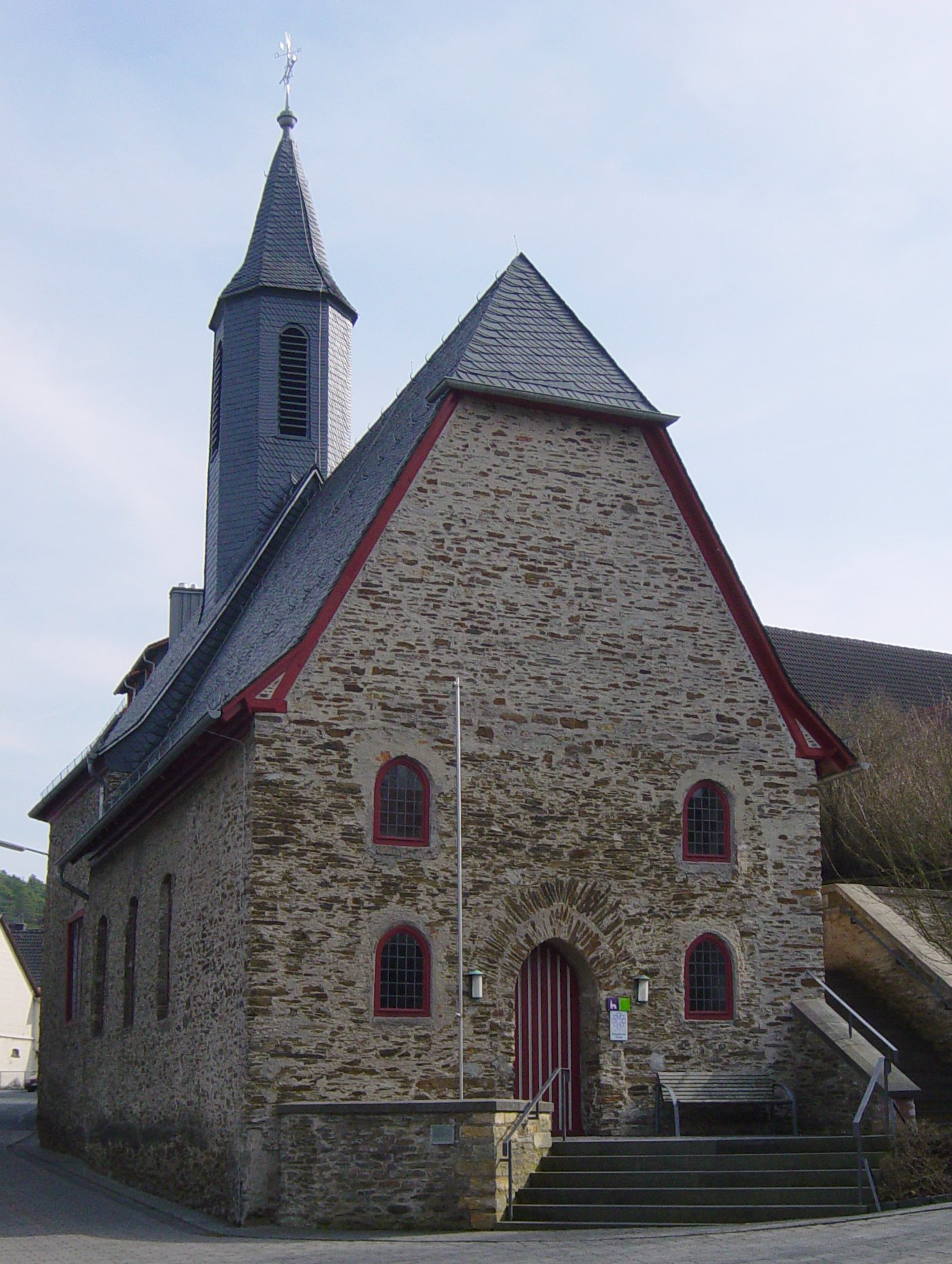
Ansicht von Norden

Die Evangelische Kirche Cleeberg ist ein im Kern gotisches Kirchengebäude in Cleeberg, einem Ortsteil von Langgöns im Landkreis Gießen (Hessen). Die denkmalgeschützte Kirche erhielt im Jahr 1855 ihren charakteristischen oktogonalen Dachreiter.

## Geschichte
Ende des 13. Jahrhunderts stiftete Ritter und Burgmann Fleisch von Cleeberg eine Kapelle, die Maria geweiht war. Im Jahr 1355 wurde die Kapelle erstmals erwähnt, als sie einen Kaplan erhielt. Cleeberg löste sich aber nur für eine Zeit von der Mutterkirche St. Michaelis in Oberkleen. In kirchlicher Hinsicht gehörte der Ort ursprünglich zum Parochialverband (Pfarrei) Großen-Linden und damit zum Dekanat Wetzlar im Archidiakonat St. Lubentius Dietkirchen im Bistum Trier. Der Chor wurde um 1500 angebaut.
Im Zuge der Reformation wechselte Cleeberg 1531/1532 mit Oberkleen zum evangelischen Bekenntnis. Johann Wißbach wechselte vom katholischen zum evangelischen Glauben und wurde der erste lutherische Pfarrer von Oberkleen und Cleebach. Im Visitationsprotokoll von 1618 heißt es hierzu: „Circa Annum 1531 oder 1532 ist das Amt Cleeberg des päpstlichen Jochß entledigt worden, und hat die neu gegründete Augspurgische Confession angenommen. Erste Pfarrer: Johann Wißbach zu Obercleen und Johann Vatterges zu Ebersgönß.“
Das Schiff wurde im 17. und 18. Jahrhundert verändert. Im Jahr 1748 und endgültig 1764 löste sich Cleeberg von Oberkleen und hatte mit Johann Ludwig Großmann von 1765 bis 1801 seinen ersten eigenen Pfarrer. Cleeberg wurde 1821 mit Espa und Weiperfelden zu einer Kirchengemeinde zusammengeschlossen. Als die Kirche in der Mitte des 19. Jahrhunderts baufällig wurde, erfolgten ein Umbau des Schiffs und der Bau des Dachreiters im Jahr 1855.
Die Kirchengemeinde  ist pfarramtlich verbunden mit der Evangelischen Kirchengemeinde Espa und gehört zum Dekanat Wetterau in der Propstei Oberhessen in der Evangelischen Kirche in Hessen und Nassau.

## Architektur

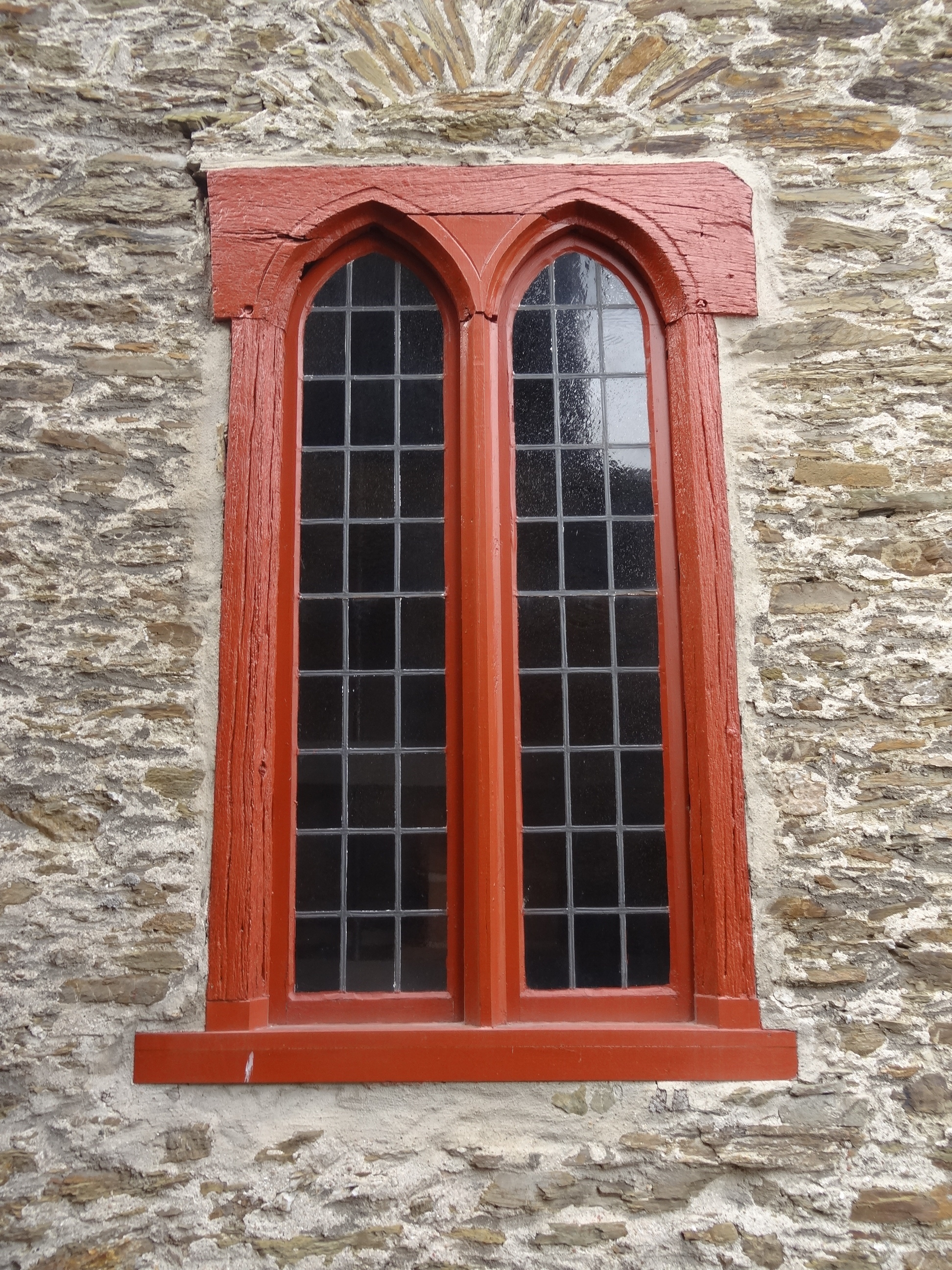
Gekuppeltes Chorfenster

Die Saalkirche aus unverputztem Bruchsteinmauerwerk im Ortszentrum gegenüber dem alten Rathaus ist nicht geostet, sondern nach Südost ausgerichtet. Sie wird von einem steilen verschieferten Satteldach mit Schopfwalm an der nordwestlichen Giebelseite abgeschlossen. Drei im Barock vergrößerte Fenster mit Stichbögen an der nordöstlichen Langseite versorgen den Innenraum mit Licht. Die Kirche wird an der Stirnseite im Nordwesten durch ein gotisches Spitzbogen-Portal erschlossen, das auf beiden Seiten von je zwei kleinen Fenstern in zwei Ebenen mit stumpfen Spitzbögen flankiert wird. An der aufgrund der Hanglage fensterlosen Südwestseite führt eine Außentreppe zur Emporentür unterhalb der Dachtraufe.
Der einjochige Chor mit Fünfachtelschluss ist gegenüber dem Schiff leicht eingezogen, überragt dieses aber. Der Chor wird im Südosten durch ein gekuppeltes Spitzbogenfenster und im Osten von zwei hochrechteckigen Fenstern mit Holzgewänden belichtet und hat im Süden eine kleine Tür mit Holzrahmung. 1855 wurde der achtseitige verschieferte Dachreiter mit schlankem Schaft und spitzem Helm aufgesetzt, der von einem Turmknopf, Kreuz und Wetterhahn bekrönt wird. Er beherbergt drei Glocken. Die ältere stammt noch aus vorreformatorischer Zeit und wurde laut Inschrift im Jahr 1473 gegossen: „Ave Maria, gratia plena, Dominus tecum, Anno Domini 1473“. Eine zweite Glocke von Friedrich Wilhelm Otto (Gießen) aus dem Jahr 1794 wurde im Ersten Weltkrieg an die Rüstungsindustrie abgeliefert, 1920 ersetzt, im Zweiten Weltkrieg abgeliefert und 1950 ersetzt. Eine dritte Glocke wurde 1970 angeschafft. Im Inneren öffnet ein großer spitzbogiger Triumphbogen mit Quaderbemalung den Chor zum Kirchenschiff.

## Ausstattung

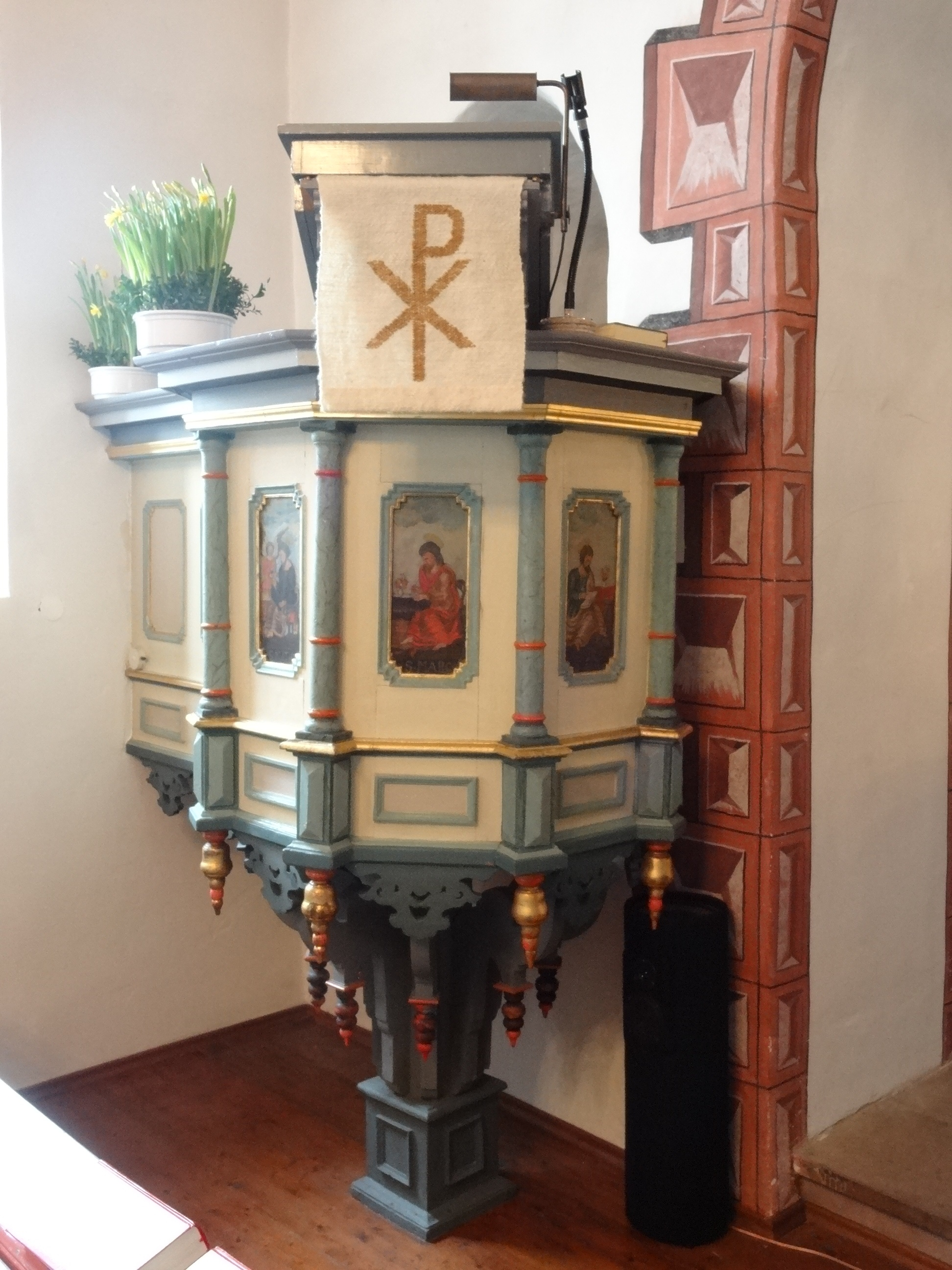
Kanzel mit den Evangelistenmalereien

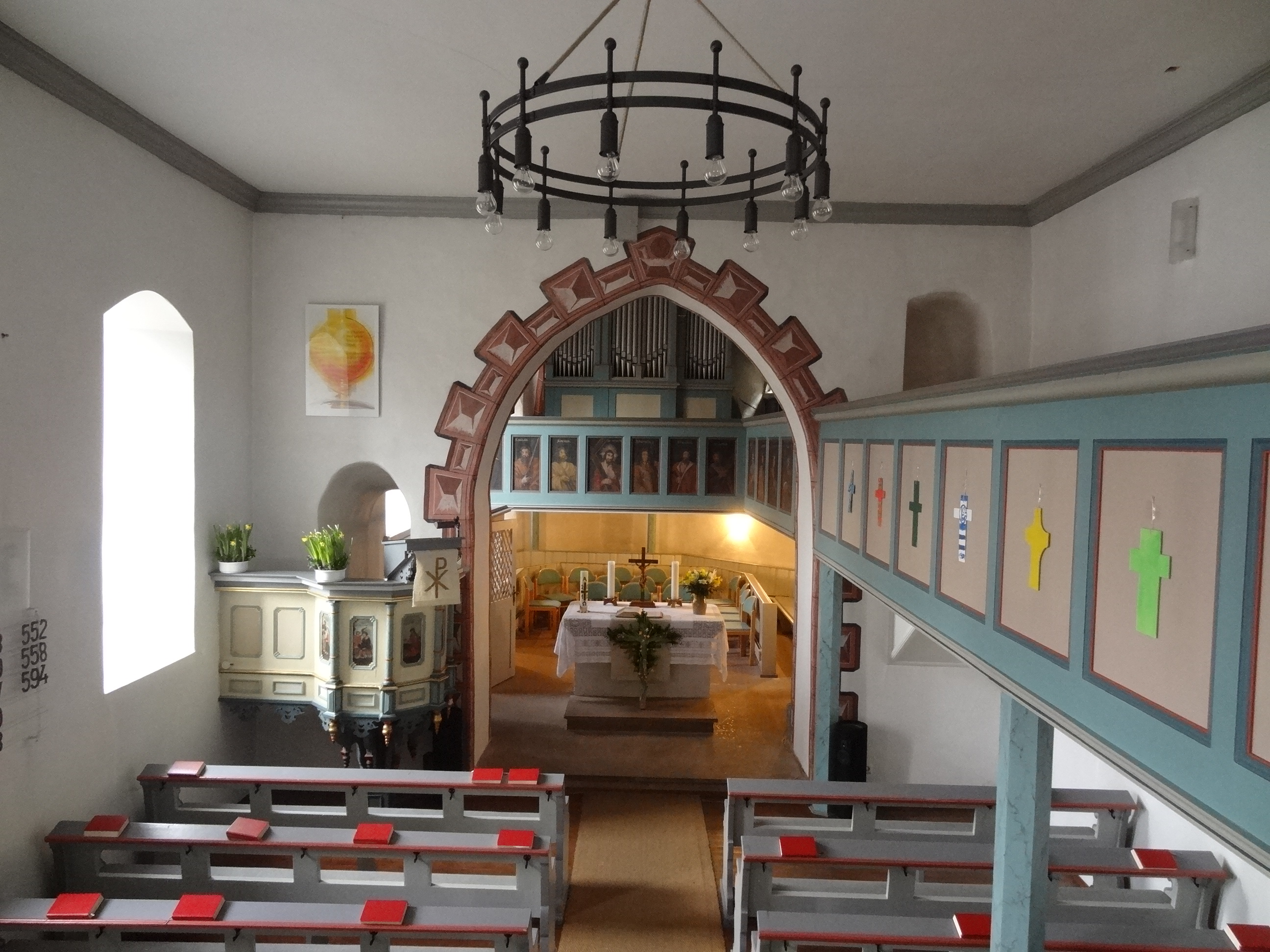
Innenraum mit Blick auf den Chorraum

Der Innenraum des Kirchenschiffs wird von einer flachen Decke abgeschlossen. Die Rippen des Kreuzgratgewölbes im Chor sind aufgemalt und wurden im Jahr 1962 restauriert. Zum Westen hin ist eine hölzerne Winkelempore eingebaut, die auf sechsseitigen Holzpfosten ruht, die blau marmoriert bemalt sind. Die Emporenbrüstung hat kassettierte Füllungen.
Der Chorraum wird zum Süden hin durch eine Winkelempore beherrscht. Sie dient als Aufstellungsort für die Orgel. Die Brüstungsmalereien an den Emporen entstanden um 1700 und stellen Christus und elf Apostel dar. Der um eine Stufe erhöhte, aufgemauerte Blockaltar hat eine überstehende Platte über einer Schräge. Die spätgotische Sakramentsnische mit Rahmung aus rotem Sandstein stammt aus der Zeit um 1500. Im Nordosten reicht ein Pfarrstuhl, der im oberen Bereich durchbrochenes Rautenwerk hat, bis zur Chorempore.
Die hölzerne polygonale Kanzel in der Nordost-Ecke der Kirche datiert vom Ende des 17. Jahrhunderts. Sie ruht auf einer profilierten Holzsäule und schließt oben mit einem profilierten Gesimskranz ab. Die Kartuschen der Kanzelfelder zwischen runden Ecksäulen zeigen Malereien der vier Evangelisten. Eine grob gehauene rundbogige Öffnung in der Chorwand verbindet die Kanzel mit der Pfarrstuhl im Chorraum.
Im Jahr 2018 erhielt die Kirche einen Taufengel aus Lindenholz mit einem roten Gewand und weißen Flügeln, der eine Taufschale hält. Die 0,80 Meter große Figur wurde von Holzbildhauermeister Ewald Böggemann aus Mettingen handgeschnitzt und von Hand bemalt.

## Orgel

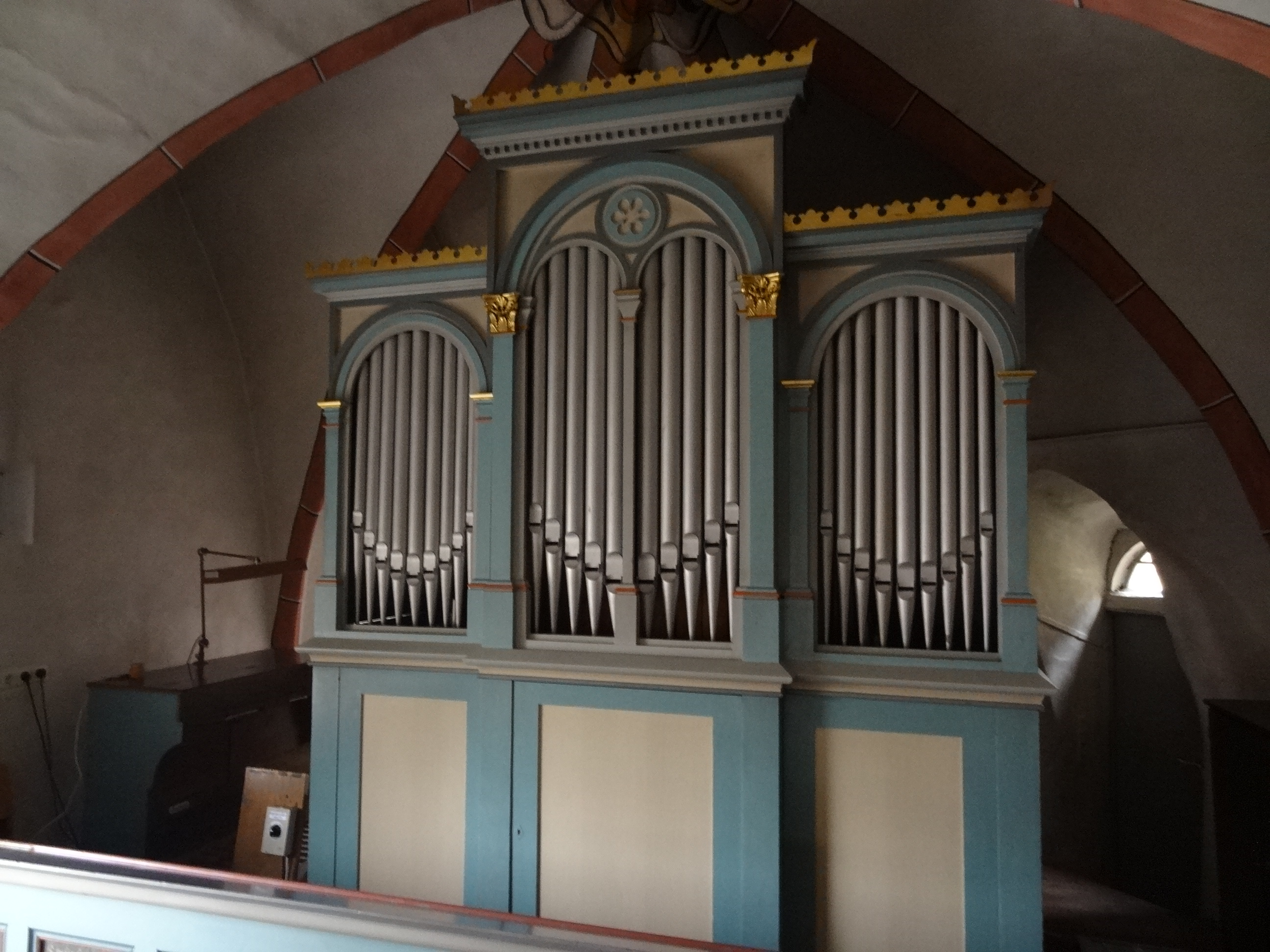
Bernhard-Orgel von 1889

Im Jahr 1817 stand bereits eine Orgel in der Kirche, die auf einen Orgelbauer Bernhard, wahrscheinlich  Johann Hartmann Bernhard zurückging, über die aber keine weiteren Details bekannt sind.
Die Gebrüder Bernhard aus Gambach erbauten 1888/1889 eine neue Orgel. Das einmanualige Instrument verfügt über acht Register. 1937 nahm der Orgelbauer Eppstein eine Änderung der Disposition vor und ersetzte das Register Gamba 8′ durch ein Gemshorn 2′. Die Progressio harmonica wurde in eine Mixtur umbenannt. Die Disposition lautet wie folgt:
| I Hauptwerk C–f3 |    |
| Prinzipal        | 8′ |
| Gedackt          | 8′ |
| Salicional       | 8′ |
| Oktav            | 4′ |
| Flöte            | 4′ |
| Gemshorn         | 2′ |
| Mixtur II–III    | 2′ |

| Pedal C–d1 |     |
| Subbass    | 16′ |

- Koppeln: I/P
- Spielhilfen: Forte, Piano